# 白井博之

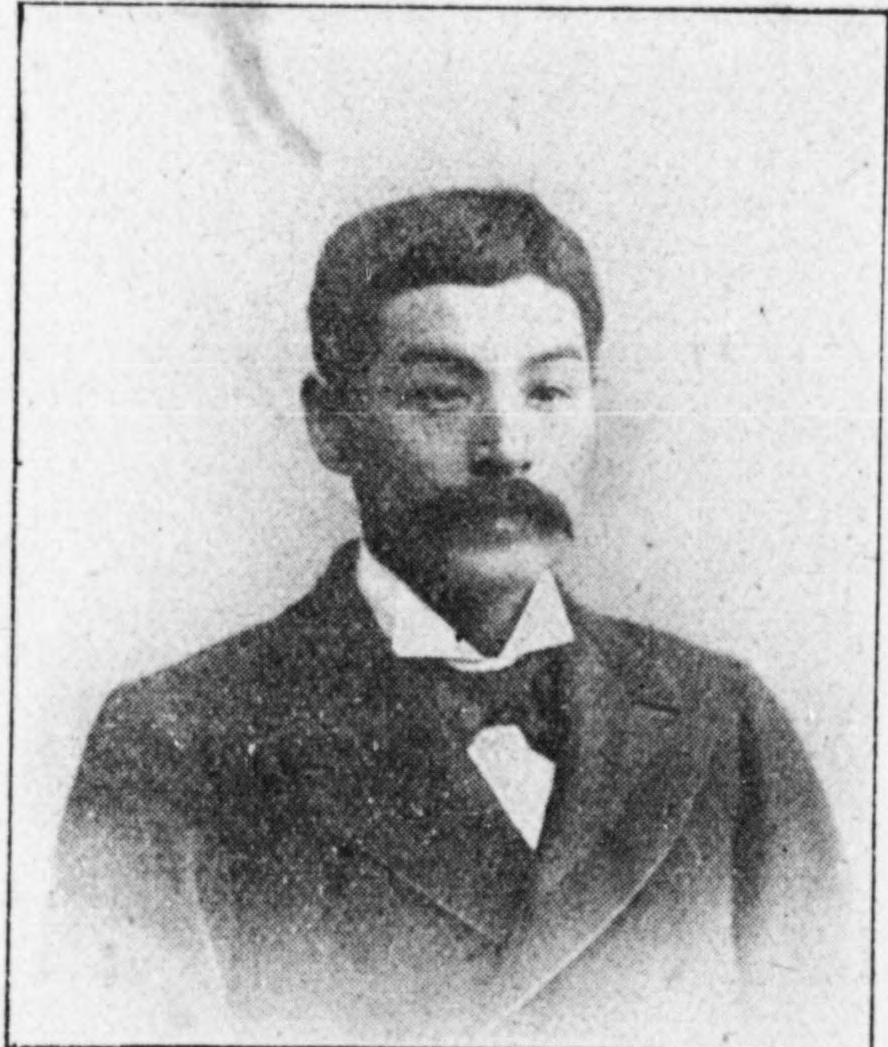
白井博之

白井 博之（しらい ひろゆき、1870年1月19日（明治2年12月18日）- 1934年（昭和9年）2月7日）は、明治後期から昭和初期の実業家、政治家。衆議院議員。旧名・貞蔵。1913年（大正2年）5月、博之に改名。

## 経歴
白河県磐城郡上小川村（福島県石城郡上小川村大字上小川、小川町を経て現いわき市小川町上小川）で、実業家白井遠平の長男として生まれる。郷里の小学校を卒業し、同郡平窪村、室直養の培根塾に入り漢学、数学を学んだ。1885年（明治18年）11月に上京し、東京英語学校（現日本学園中学校・高等学校）で英語、数学を学び1887年（明治20年）7月に修業。東京農林学校に進んだが病のため1888年（明治21年）3月に中退し帰郷した。
健康を回復し勉学に復帰しようとしたが、1895年（明治28年）6月、上小川村会議員に当選し、翌月、上小川村及下小川村組合村会議員にも当選したため、勉学を断念した。以後、石城郡会議員、同参事会員、福島県会議員、同参事会員などを務めた。
1902年（明治35年）8月、第7回衆議院議員総選挙（福島県郡部、憲政本党、貞蔵名義）で初当選し、1920年（大正9年）5月の第14回総選挙（福島県第9区、立憲政友会公認、博之名義）でも再選され、衆議院議員に通算2期在任した。この間、小名浜商港修築など地域の産業振興に尽力した。
実業界では、磐城銀行頭取、福島県農工銀行取締役、磐城実業銀行取締役、平銀行取締役、郡山電気取締役、植田水力電気取締役、川前信託取締役、磐城建物社長、平製氷社長などを務めた。